# 扎瓦季
50°4′49″N 23°53′57″E / 50.08028°N 23.89917°E
扎瓦季（烏克蘭語：Завади），是烏克蘭西部的村莊，隸屬利維夫州的利維夫區。該村始建於1688年，面積11.66平方公里，2001年人口91，人口密度每平方公里78.04人。